# Ernest P. Walker
Ernest Pillsbury Walker (* 5. Juni 1891 in Blue Springs, Missouri; † 31. Januar 1969 in Rockville, Maryland) war ein US-amerikanischer Zoologe. Sein Forschungsschwerpunkt waren die Säugetiere.

## Leben und Wirken
Walker wurde als Sohn des Drogisten E. J. Walker und seiner Frau Avis Pillsbury in Blue Springs, Missouri geboren. Er wuchs auf Farmen in Indiana, Colorado und Utah auf, wo er schon als Kind eine Faszination für die Natur- und der Tierbeobachtung entwickelte. Nach seinem Biologiestudium an der University of Wyoming ging Walker nach Alaska, wo er als Wildhüter und Inspektor für das U.S. Bureau of Fisheries tätig war. Während seines Aufenthaltes in Alaska zwischen 1913 und 1919 heiratete er Astrid Shafsted. Von 1919 bis 1921 arbeitete er als Wildhüter in Arizona und Kalifornien. 1921 kehrte er nach Alaska zurück, wo er eine Position als Wildhüter, Beamter und Anlagetreuhänder bei der Alaska Game Commission erhielt.
1927 kam Walker nach Washington, D.C., wo er unter Direktor William M. Mann (1886–1960) Mitarbeiter im National Zoo wurde. Von 1930 bis 1956 war er stellvertretender Direktor des Zoos. 
Obwohl Walker häufig zoologische Artikel für renommierte Publikationen wie dem National Geographic Magazine, The Saturday Evening Post und The Illustrated London News verfasste, ist sein Name untrennbar mit dem Standardwerk Mammals of the World verbunden, das 1964 in drei Bänden veröffentlicht und zwischen 1968 und 1999 von den Autoren John L. Paradiso und Ronald M. Nowak in fünf weiteren Auflagen fortgeführt wurde. Daneben verfasste Walker Bücher für das Animal Welfare Institute, darunter First Aid and Care of Small Mammals and Studying Small Mammals.
Walker war Gründungsmitglied der American Society of Mammalogists. Er war Freimaurer und während seiner Zeit in Alaska aktiv in der Mount-Juneau-Loge tätig. 1927 wurde er als Mitglied in den Washington Biologists’ Field Club gewählt und 1961 Ehrenmitglied des Clubs.
Nach dem Tod seiner Frau im Jahre 1961 lebte Walker für einige Jahre auf dem Anwesen seiner Schwester in Arlington, Virginia. Am 31. Januar 1969 verstarb Walker in einem Motel in Rockville, Maryland an Herzversagen.